# モーリー・チェイキン
モーリー・チェイキン（Maury Chaykin,  1949年7月27日 - 2010年7月27日）は、アメリカ合衆国の俳優である。

## 来歴
1949年、ニューヨーク市ブルックリン区に生まれる。父親はニューヨーク市立大学シティカレッジで会計学を専門とする大学教授で、母親は看護婦だった。同市内で育ち、高校卒業後にはニューヨーク州立大学バッファロー校へ進学して演劇を専攻。しばらくしてカナダのオンタリオ州へ移住し、他界するまでカナダで過ごした。1975年から役者活動を開始させ、テレビドラマなどへ出演。1980年以降はチャールズ・ブロンソン主演の『デス・ハント』やウィリアム・シャトナー主演のテレビ映画『大統領の誘拐』などの映画などへも出演し始め、アメリカとカナダの両方で役者活動を両立させ、両国ともに役者としての地位を確固たるものにした。近年ではテレビドラマシリーズ『グルメ探偵 ネロ・ウルフ』のネオ・ウルフ役でも有名。

### 死去
2010年の誕生日の日に、心臓弁の感染症のため、61歳で死去した。

## 出演作品

### 映画
- Me (1975)
- Nothing Personal (1980)
- 大統領の誘拐 The Kidnapping of the President (1980)
- デス・ハント Death Hunt (1981)
- Just Jessie (1981)
- 第三の標的 Double Negative (1981)
- Soup For One/スープ・フォー・ワン Soup for One (1982)
- バラ色の報酬/1000万ドルを追え! Highpoint (1982)
- ウォー・ゲーム WarGames (1983)
- Of Unknown Origin (1983)
- ポール・ニューマンのハリー&サン Harry & Son (1984)
- The Guardian (1984)
- Hockey Night (1984)
- 燃えつきるまで Mrs. Soffel (1984)
- ターク182 Turk 182! (1985)
- デフ-コン4 Def-Con 4 (1985)
- Canada's Sweetheart: The Saga of Hal C. Banks (1985)
- The Suicide Murders (1985)
- 悪魔の改造人間 The Vindicator (1986)
- アクト・オブ・ベンジェンス Act of Vengeance (1986)
- ミートボール3/魔女と童貞ボーヤ Meatballs III: Summer Job (1986)
- 窓 ベッドルームの女 The Bedroom Window (1987)
- 吐きだめのヒーロー Wild Thing (1987)
- 怒りの裁き Nowhere to Hide (1987)
- ハーツ・オブ・ファイヤー Hearts of Fire (1987)
- Caribe (1987)
- Higher Education (1988)
- イングリッシュマンinニューヨーク Stars and Bars (1988)
- メタル・ブルー Iron Eagle II (1988)
- ツインズ Twins (1988)
- キャプテン・キッドの宝島 George's Island (1989)
- バート·レイノルズ/ブレイキング·イン Breaking In (1989)
- ミレニアム/1000年紀 Millennium (1989)
- Cold Comfort (1989)
- ホワイトハンター ブラックハート Where the Heart Is (1990)
- MR.デスティニー Mr. Destiny (1990)
- ダンス・ウィズ・ウルブズ Dances with Wolves (1990)
- 損害賠償調停員 The Adjuster (1991)
- ピアニスト The Pianist (1991)
- Montréal vu par... (1991)
- いとこのビニー My Cousin Vinny (1992)
- フォーエバー・ロード Leaving Normal (1992)
- Buried on Sunday (1992)
- 靴をなくした天使 Hero (1992)
- ジャック・サマースビー Sommersby (1993)
- ビッグ・マネー・ブルース Money for Nothing (1993)
- ジョシュとS。Josh and S.A.M. (1993)
- ベートーベン2 Beethoven's 2nd (1993)
- エキゾチカ Exotica (1994)
- Whale Music (1994)
- カミーラ/あなたといた夏 Camilla (1994)
- Transplant (1994)
- Unstrung Heroes (1995)
- 青いドレスの女 Devil in a Blue Dress (1995)
- カットスロート・アイランド Cutthroat Island (1995)
- Harriet the Spy (1996)
- ラブ&デス Love and Death on Long Island (1997)
- スウィート ヒアアフター The Sweet Hereafter (1997)
- ゴーン・フィッシン' Gone Fishin' (1997)
- 売春捜査官 Strip Search (1997)
- 普通じゃない A Life Less Ordinary (1997)
- マウス・ハント Mousehunt (1997)
- Jerry and Tom (1998)
- マスク・オブ・ゾロ The Mask of Zorro (1998)
- Death by Dawn (1998)
- Let the Devil Wear Black (1999)
- エントラップメント Entrapment (1999)
- Touched (1999)
- ミステリー、アラスカ Mystery, Alaska (1999)
- Jacob Two Two Meets the Hooded Fang (1999)
- What's Cooking? (2000)
- グルメ探偵ネロ・ウルフ The Golden Spiders: A Nero Wolfe Mystery (2000) ※テレビ映画
- アート・オブ・ウォー The Art of War (2000)
- バートルビー Bartleby (2001)[4]

- Plan B (2001)
- On Their Knees (2001)
- チェイサー Past Perfect (2002)
- Owning Mahowny (2003)
- Tracey Ullman in the Trailer Tales (2003)
- シュガー Sugar (2004)
- 華麗なる恋の舞台で Being Julia (2004)
- Intern Academy (2004)
- Wilby Wonderful (2004)
- 秘密のかけら Where the Truth Lies (2005)
- 評決の行方 Heavens Fall (2006)
- It's a Boy Girl Thing (2006)
- Production Office (2008)
- The Grift (2008)
- ブラインドネス Blindness (2008)
- Adoration (2008)
- Hooked on Speedman (2008)
- エスパー Glitch (2008)
- Cooking with Stella (2009)
- バーニーズ・バージョン ローマと共に Barney's Version (2010)
- ロビイストの陰謀 Casino Jack (2010)
- Conduct Unbecoming (2011)

### テレビドラマ
- Sidestreet (1975)
- King of Kensington (1978)
- Seeing Things (1982, 1986)
- アメリカン・プレイハウス American Playhouse (1985)
- 私立探偵フィリップ・マーロウ Philip Marlowe, Private Eye (1986)
- クライム・ストーリー Crime Story (1986)
- 黙示録1945/ここに核の全てがある Race for the Bomb (1987)
- トワイライトゾーン The Twilight Zone (1989)
- ストリート・リーガル Street Legal (1990)
- Split Images (1992)
- 騎馬警官 Due SOUTH Due South (1997, 1998)
- ニキータ La Femme Nikita (1997)
- Emily of New Moon (1998)
- 機甲戦虫紀LEXX LEXX (1999)
- ヴァージン・ブレイド ジャンヌ・ダルクの真実 Joan of Arc (1999)
- グルメ探偵 ネロ・ウルフ A Nero Wolfe Mystery (2001 - 2002)
- アンドロメダ Andromeda (2003)
- CSI:科学捜査班 CSI: Crime Scene Investigation (2004)
- イレブンス・アワー The Eleventh Hour (2004)
- スターゲイト SG-1 Stargate SG-1 (2005, 2006)
- アントラージュ★オレたちのハリウッド Entourage (2005, 2007)
- ボストン・リーガル Boston Legal (2006)
- トレーラーパークボーイズ Trailer Park Boys (2006)
- ユーリカ 〜事件です!カーター保安官〜 Eureka (2006)
- スーパーストーム Superstorm (2007)
- Less Than Kind (2008 - 2010)
- The Drunk and on Drugs Happy Funtime Hour (2011)